# ウディ・アレンのバナナ
『ウディ・アレンのバナナ』（原題：Bananas）は、1971年のアメリカ映画。ウディ・アレンが監督・脚本・主演の三役を務めている。

## 概要
ウディ・アレンがL・ゴールドバーグ社の製品被験者の役を演じる。時代は70年代、学生運動（政治運動）、恋愛、失恋。時代の空気をアイロニカルに表現した監督第2作。当時まだ無名だったシルヴェスター・スタローンが地下鉄内で乗客に嫌がらせをするチンピラ役で出演している。

## ストーリー
好きな女性の気を引く為だけの目的で、別名:バナナの国と呼称される南アメリカの架空国サンマルコ共和国（南欧イタリア半島に実在したサン・マルコ共和国とは全く別の国）の革命軍に身を投じ、結局内戦に勝利して新たな独裁者に担ぎ上げられてしまう若者を描いたコメディ。

## キャスト
※括弧内は日本語吹替
- ウディ・アレン（声：青野武）
- ルイーズ・ラッサー（声：弥永和子）
- カルロス・モンタルバン（声：宮内幸平）
- ヤコブ・モラレス（声：玄田哲章）
- ミゲル・シュワルツ
- デイヴィッド・オルティス
- シルヴェスター・スタローン
- 日本語吹き替えその他：国坂伸、加藤正之、岸野一彦